# Volta a Llombardia 1981
La Volta a Llombardia 1981 fou la 75a edició de la clàssica ciclista Volta a Llombardia. La cursa es va disputar el diumenge 17 d'octubre de 1981, sobre un recorregut de 259 km. El vencedor final fou el neerlandès Hennie Kuiper, per davant de Moreno Argentin i Alfredo Chinetti.

## Classificació general
|    | Ciclista           | Equip                 | Temps     |
| -- | ------------------ | --------------------- | --------- |
| 1  | Hennie Kuiper      | DAF Trucks-Cote d'Or  | 6h 32' 00 |
| 2  | Moreno Argentin    | Sammontana-Benotto    | + 27"     |
| 3  | Alfredo Chinetti   | Inoxpran              | m. t.     |
| 4  | Jean-Marie Grezet  | Cilo-Aufina           | m. t.     |
| 5  | Luciano Rabottini  | Santini-Selle Italia  | m. t.     |
| 6  | Tommy Prim         | Bianchi-Piaggio       | m. t.     |
| 7  | Emanuele Bombini   | Hoonved-Bottecchia    | m. t.     |
| 8  | Pascal Simon       | Peugeot-Esso-Michelin | m. t.     |
| 9  | Johan De Muynck    | Splendor-Wickes       | m. t.     |
| 10 | Claude Criquielion | Splendor-Wickes       | m. t.     |